# Reserva Extrativista Médio Juruá
A Reserva Extrativista do Médio Juruá é uma unidade de conservação federal do Brasil categorizada como reserva extrativista e criada por Decreto Presidencial em 4 de março de 1997 numa área de 253.266 hectares (2.532,66 km2) no estado do Amazonas.

## Localização
A Reserva Extrativista do Médio Juruá está localizada no município de Carauari no estado do Amazonas. Possui uma área de 251 577,13 hectares (621 660,6 acre(s)s). O terreno é plano. A reserva fica na margem esquerda do Rio Juruá, que serpenteia geralmente na direção nordeste. Ele contém lago oxbow s de antigos meandros. A população pratica agricultura nas margens convexas do rio, com suas casas um pouco mais altas.

## Meio Ambiente
A Reserva Extrativista do Médio Juruá está localizada no bioma amazônico. As temperaturas médias variam de Predefinição:Convert/ C. A vegetação está relativamente intacta devido à distância dos centros urbanos, com uma biodiversidade muito elevada. A atividade humana tem pouco impacto, com áreas degradadas se recuperando rapidamente. As espécies endêmicas da flora incluem seringueiras (espécies Hevea), Ocotea espécies), Virola surinamensis, Calycophyllum spruceanum e Bombax globosum.
A fauna inclui pecari-de-lábios-brancos (Tayassu pecari), machado-vermelho (Mazama americana), anta sul-americana (Tapirus terrestris), uivador-vermelho (Alouatta belzebul), Parrot species, Amazonian manatee (Trichechus inunguis), jaguar (Panthera onca), black jacaré (Melanosuchus niger), Alagoas curassow (Mitu mitu), Piping guan (Pipile), Crypturellus espécies e peixes como Arapaima gigas, tambaqui (Colossoma macropomum) e silver arowana (Osteoglossum bicirrhosum).

## História
A Reserva Extrativista do Médio Juruá foi criada por decreto presidencial em 4 de março de 1997. É administrado pelo Instituto Chico Mendes de Conservação da Biodiversidade (ICMBio). É classificada como categoria de área protegida da IUCN VI (área protegida com uso sustentável de recursos naturais). A reserva extrativista é uma área ocupada pela população tradicional que pratica o extrativismo, a agricultura de subsistência e a pecuária de pequena escala. Seus objetivos básicos são proteger os meios de subsistência e a cultura dessas pessoas e garantir o uso sustentável dos recursos naturais. O terreno é de propriedade pública.
O plano de utilização foi aprovado em 24 de novembro de 1997. Em 23 de novembro de 1999, o Instituto Nacional de Colonização e Reforma Agrária reconheceu a reserva extrativista como um projeto de assentamento agroextrativista para 280 famílias. Passou a fazer parte do Corredor Ecológico da Amazônia Central, estabelecido em 2002. Em 29 de janeiro de 2007, o IBAMA criou um conselho deliberativo. O conselho deliberativo, que administra a reserva, é presidido pelo ICMBio e tem representantes de organizações públicas, da sociedade civil e da população tradicional. A unidade de conservação é apoiada pelo Programa de Áreas Protegidas da Região Amazônica.
Um decreto de 13 de outubro de 2014 acrescentou mais de 30 000 hectares (74 000 acre(s)s) à Reserva Extrativista do Médio Juruá. O decreto também estabeleceu o Parque Nacional da Serra do Gandarela em Minas Gerais com 31 200 hectares (77 000 acre(s)s), o Parque Nacional Guaricana no Paraná com 49 300 hectares (120 000 acre(s)s) e o Reserva de Desenvolvimento Sustentável Nascentes Geraizeiras em Minas Gerais com 38 100 hectares (94 000 acre(s)s).

## Notes
Predefinição:Notes
1. ↑  ICMBio. «Plano de Manejo da Reserva Extrativista do Médio Juruá» (PDF). p. 40. Consultado em 27 de fevereiro de 2013
2. ↑  WWF. «RESEX Médio Juruá». Consultado em 27 de fevereiro de 2013. Arquivado do original em 3 de março de 2016
3. 1 2 3 4 5 6  Unidade de Conservação ... MMA.
4. 1 2 3  RESEX do Médio Juruá - ISA.
5. 1 2  Resex Médio Juruá - Chico Mendes.
6. ↑  Unidade & Unidade a Conservação ... MMA.
7. ↑  CEC Central da Amazônia - ISA, Áreas relacionadas.
8. ↑  Lista completa: PAs apoiadas pelo ARPA.
9. ↑  Governo federal cria e amplia unidades de conservação ...